# Bali (wyspa)

Małe Wyspy Sundajskie

Bali – indonezyjska wyspa w archipelagu Małych Wysp Sundajskich. Jest położona w łańcuchu wysp; od Jawy (na zachodzie) oddziela ją cieśnina Bali, a od wyspy Lombok (na wschodzie) cieśnina Lombok. Stanowi zasadniczą część prowincji Bali.
- Powierzchnia: 5,6 tys. km²
- Długość: 145 km
- Szerokość: 80 km
- Liczba mieszkańców: 3,4 mln mieszk. (2005)
- Odległość od Jawy: 3,2 km
- Najwyższe wzniesienie: czynny wulkan Agung 3142 m n.p.m. (ostatnia erupcja w maju 2019[1])

Ludność stanowią głównie Balijczycy, wyznający tzw. hinduizm balijski, a muzułmanie stanowią kilkuprocentową mniejszość.
Główne miasta:
- Denpasar (stolica)
- Singaraja
- Klungkung
- Kuta

Na wyspie znajduje się Port lotniczy Denpasar.

## Warunki naturalne
Na wyspie znajduje się wulkaniczne pasmo górskie z najwyższym szczytem Agung o wysokości 3142 m n.p.m., na południu wyspy znajdują się urodzajne tereny nizinne i wyżynne.
Znaczną część wyspy porastają lasy tropikalne. Klimat równikowy wilgotny o średniej temperaturze rocznej 25–27 °C i średnich opadach rocznych 1400–1700 mm. W sierpniu i wrześniu występuje pora sucha.

## Gospodarka
Na sztucznie nawadnianych, w 25%, terenach rolniczych uprawia się: ryż, kawę, kakaowiec, pieprz, wanilię, goździkowiec, palmę kokosową, trzcinę cukrową i drzewa owocowe. Hodowla bydła i trzody chlewnej.

## Kultura
Bali znane jest w świecie z oryginalnego, charakterystycznego folkloru, architektury, rzeźby, malarstwa, a także muzyki i tańca. Sztuka Bali będąca pod wpływem sztuki hinduskiej charakteryzuje się bogatą roślinną i fantastyczną ornamentyką. Znane jest balijskie złotnictwo i płatnerstwo. Muzyka charakteryzuje się wykorzystaniem instrumentu gamelan. Oryginalny teatr cieni wayang.

## Góry
Góry stanowią źródło słodkiej wody. Tu biorą swój początek rzeki i jeziora, którym wyspa zawdzięcza swą urodzajność. Trzy potężne wulkany: Agung, Batur, Batukaru wyznaczają duchowe, kulturowe i geograficzne oblicze wyspy. Gunung Agung 3142 m n.p.m. uważany jest przez miejscową ludność za siedzibę Bogów. Według wierzeń Balijczyków to właśnie bogowie mogą wywołać wybuch wulkanu, aby ukarać mieszkańców za brak należytego szacunku lub za inne przewinienia. Z drugiej zaś strony Balijczycy wierzą, że urodzajne i żyzne gleby, które powstają w wyniku tych kataklizmów, dając obfite plony, są również i darem bogów.

## Historia
Od najdawniejszych czasów Bali pozostawało pod dominacją polityczną i kulturalną sąsiedniej Jawy. Wchodziło w skład kolejnych królestw, których ośrodkiem była Jawa. Od 1343 roku w granicach najpotężniejszego z nich, królestwa Majapahit. W XVI wieku Bali zyskało niezależność polityczną, a po podboju Jawy przez muzułmanów (koniec XVI w.) stało się centrum bogatej, pozostającej pod wpływem sztuki południowoindyjskiej, oryginalnej indonezyjskiej kultury, cechującej się m.in. bogatą ornamentyką, z motywami figuralnymi, roślinnymi, fantastycznymi, występującymi w malarstwie na tkaninach, rzeźbie w kamieniu i drewnie, w batiku, w świątyniach, rozwiniętym złotnictwem i płatnerstwem oraz tzw. teatrem cieni (wayang).
W epoce kolonialnej przez długi czas zachowało niezależność, dopiero od 1839 roku Holendrzy zaczęli przejmować kontrolę nad wyspą. Niektóre z królestw balijskich zaczęły zawierać tajne porozumienia z kolonizatorami. Gdy na początku XX wieku rozpoczęły się walki między balijskimi regencjami, wkroczyli Holendrzy. W 1906 roku wojska kompanii VOC, wspomagane przez najemników z Moluków, zaatakowały od strony Sanur. Balijskie rodziny królewskie wiedziały, że nie mają szans z przeważającą siłą Holenderskiej Kompanii Wschodnioindyjskiej. Woleli popełnić zbiorowe samobójstwo puputan, niż się poddać. W 1908 roku podobne wydarzenia miały miejsca w Klungkung. Od tego momentu Holendrzy przejęli kontrolę administracyjną nad wyspą. W latach 1942–1945 terytorium okupowane przez Japończyków, w 1946 roku zwrócone Holendrom. W 1949 roku weszło w skład Indonezji, po reformie administracyjnej z 1950 prowincja.
Zamachy bombowe na Bali
12 października 2002 w mieście Kuta dokonano zamachów terrorystycznych na dwa kluby nocne. W wyniku eksplozji samochodu-pułapki i ataku samobójczego zginęły 202 osoby (88 z nich było Australijczykami, chętnie odwiedzającymi niedaleką Indonezję podczas szczytu sezonu turystycznego), a ponad 200 zostało rannych. Wśród zabitych była polska dziennikarka Beata Pawlak. Kolejny zamach miał miejsce w roku 2005.